# Mélesville
Mélesville, właśc. baron Anne-Honoré-Joseph Duveyrier (ur. 13 listopada 1787 w Paryżu, zm. 7 listopada 1865 w Marly-le-Roi) – francuski dramaturg.
W 1814 rozpoczął współpracę z teatrami pisząc komedię l’Oncle rival. Ze względu na stanowisko ojca, który był politykiem, pisał pod pseudonimem Mélesville. Tworzył dramaty, melodramaty, komedie, wodewile, libretta oper - jest autorem lub współautorem ponad 340 utworów.